# Dvojka
Dvojka ((fr) La Deux) est une chaîne de télévision publique slovaque diffusée depuis 1993 à la disparition du groupe audiovisuel Československá televize le 31 décembre 1992 .

## Historique
Dvojka a été fondé le 1er janvier 1993 à la suite de la disparition du groupe tchécoslovaque Československá televize possédant la chaîne équivalente, ayant commencé à émettre le 10 mai 1970.

## Identité visuelle

Ancien logo de Dvojka de janvier 2004 à mars 2012
Logo de Dvojka depuis mars 2012
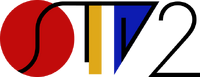
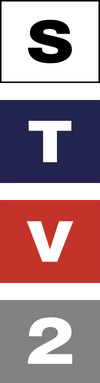
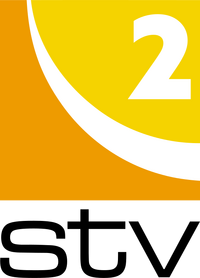
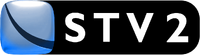

## Programmes
La chaîne diffuse des émissions slovaques et des documentaires presque similaires à Jednotka.